# Philippe Rondest
Philippe Rondest est un acteur, metteur en scène et dramaturge français né le 11 mai 1947 à Neuilly-sur-Seine et mort le 2 juin 2023 à Paris 18e.

## Biographie

### Jeunesse et études
Philippe Rondest naît le 11 mai 1947 à Neuilly-sur-Seine. Il fait ses débuts sur scène lors de sa scolarité au lycée Louis-le-Grand où il a pour condisciple Patrice Chéreau. Après des études à l'ENSATT puis au Conservatoire national supérieur d'art dramatique dans la classe de Louis Seigner (promotion 1972), il intègre la troupe du Jeune Théâtre national puis est engagé comme pensionnaire à la Comédie-Française.

### Carrière
De 1970 à 1981, Philippe Rondest apparaît dans de nombreuses productions salle Richelieu. Il fait partie par la suite de la Nouvelle Compagnie de Gérard Caillaud. Il met en scène plusieurs pièces classiques, ainsi que des spectacles musicaux et la revue Viva Paradis au Paradis latin. Il est également l'auteur de plusieurs pièces musicales en collaboration avec Michel Frantz, ancien directeur de la musique de la Comédie-Française.

### Mort
Philippe Rondest meurt le 2 juin 2023 dans le 18e arrondissement de Paris à l’âge de 76 ans.

## Théâtre

### En tant qu'acteur

#### Hors Comédie-Française
- 1965 : Fuente Ovejuna d'après Lope de Vega, adaptation et mise en scène Patrice Chéreau, lycée Louis-le-Grand (Paris) : Flores
- 1968 : La Noviliade ou Par le chemin des écoliers de Philippe Ferran et François Bourguignon, mise en scène Philippe Ferran, théâtre de l'Alliance française : Hubert / Pierre / Monsieur A
- 1987 : Le Barbier de Séville de Beaumarchais, mise en scène Francis Perrin, théâtre des Célestins
- 1989 : Les Fourberies de Scapin de Molière, mise en scène Marcelle Tassencourt et Michel Guyard, Festival de Versailles au Grand Trianon
- 1993 : Rue de la Gaîté Offenbach de Michel Frantz, mise en scène 	Philippe Rondest, Nouveau Théâtre Mouffetard, théâtre de la Madeleine, théâtre Antoine et tournée : Jacques Offenbach
- 1998 : L'Idiot d'après Fiodor Dostoïevski, adaptation André Barsacq, mise en scène Jacques Mauclair et Gérard Caillaud, théâtre 14 puis théâtre de la Madeleine
- 2000 : Le Misanthrope de Molière, mise en scène Francis Perrin, Nuits théâtrales de l'Enclave au château de Simiane : Oronte
- 2001 : Ne réveillez pas Madame de Jean Anouilh, mise en scène Francis Perrin, Comédia : Léon
- 2001 : Volpone d'après Ben Jonson, adaptation de Toni Cecchinato et Jean Collette, mise en scène Francis Perrin, théâtre Montansier
- 2003 : Le Malade imaginaire de Molière, mise en scène Alain Germain, château de Blois puis Grand Théâtre de Reims : Béralde
- 2003 : Le Tartuffe de Molière, mise en scène Édouard Prêtet, Nouveau Théâtre Mouffetard : Tartuffe
- 2006 : À la galerie de Patrice Scanu, mise en scène Philippe Rondest, Passage vers les étoiles (Paris)
- 2007 : Mozart, les amours d'Amadeus de Brigitte Bladou, Sudden Théâtre
- 2007-2008 : Sacha Guitry : Pourquoi je trouve la vie amusante de Brigitte Bladou et Philippe Rondest, Sudden Théâtre
- 2011 : Roméo et Juliette de Shakespeare, mise en scène Raymond Acquaviva, Sudden Théâtre

#### À la Comédie-Française
- 1970 : Cyrano de Bergerac d'Edmond Rostand : le portier
- 1970 : Dom Juan de Molière : La Violette
- 1970 : Un client sérieux de Georges Courteline : 	le juge Foy de Vaux
- 1971 : Électre de Jean Giraudoux : le deuxième serviteur
- 1971 : L'Impromptu de Versailles de Molière : un nécessaire
- 1971 : Le Mariage de Figaro de Pierre-Augustin Caron de Beaumarchais : l'huissier
- 1972 : Électre  de Jean Giraudoux : deuxième serviteur
- 1973 : Dom Juan de Molière : La Violette
- 1973 : La Station Champbaudet d'Eugène Labiche : Paul Tacarel
- 1973 : Le Malade imaginaire de Molière : Thomas Diafoirus
- 1973 : Les Caprices de Marianne et On ne saurait penser à tout d'Alfred de Musset : un garçon d'auberge / Germain
- 1974 : Électre  de Jean Giraudoux : deuxième serviteur
- 1974 : Hernani de Victor Hugo : Don Garci Suarez
- 1974 : L'Impromptu de Marigny de Jean Poiret : l'ami
- 1974 : La Station Champbaudet d'Eugène Labiche : Paul Tacarel
- 1974 : Le Bourgeois gentilhomme de Molière : deuxième laquais
- 1974 : Le Malade imaginaire de Molière : Thomas Diafoirus
- 1974 : Les Caprices de Marianne et On ne saurait penser à tout d'Alfred de Musset : un garçon d'auberge / Germain
- 1974 : Les Marrons du feu d'Alfred de Musset : Palforio
- 1975 : Dom Juan de Molière : La Ramée
- 1975 : Hernani de Victor Hugo : Don Garci Suarez
- 1975 : L'Île de la raison de Marivaux : le Marquis
- 1975 : La Poudre aux yeux d'Eugène Labiche et Édouard Martin : Frédéric
- 1975 : Le Bourgeois gentilhomme de Molière : le Maître à danser
- 1975 : Le Malade imaginaire de Molière : Thomas Diafoirus
- 1975 : La Soirée avec monsieur Teste de Paul Valéry : Joseph
- 1975 : On ne saurait penser à tout d'Alfred de Musset : Germain
- 1976 : Cyrano de Bergerac d'Edmond Rostand : deuxième marquis
- 1976 : Hernani de Victor Hugo : Don Garci Suarez
- 1976 : La Nuit des rois ou Ce que vous voudrez de William Shakespeare : Valentin
- 1976 : La Poudre aux yeux d'Eugène Labiche et Édouard Martin : Frédéric
- 1976 : Le Malade imaginaire de Molière : Thomas Diafoirus
- 1976 : Lorenzaccio d'Alfred de Musset : Léon Strozzi
- 1977 : En plein cœur, spectacle littéraire en trois soirées :  Le Temps des cerises (1870-1871), La Madelon (1914-1918) et Ami, entends-tu ? (1940-1945)
- 1977 : Le Malade imaginaire de Molière : Thomas Diafoirus
- 1977 : Le Misanthrope de Molière : Clitandre
- 1977 : Lorenzaccio d'Alfred de Musset : Léon Strozzi
- 1978 : La Nuit des rois ou Ce que vous voudrez de Shakespeare : Valentin
- 1978 : Le Mariage de Figaro de Beaumarchais : Grippe-Soleil
- 1978 : Le Misanthrope de Molière : Clitandre
- 1978 : Les Fourberies de Scapin de Molière : Carle
- 1978 :  On ne saurait penser à tout d'Alfred de Musset : Germain
- 1978 : Six personnages en quête d'auteur de Luigi Pirandello : le régisseur
- 1978 : Voltaire, homme d'aujourd'hui d'après Voltaire
- 1979 : Le Mal du siècle, spectacle littéraire en tournée aux États-Unis
- 1979 : Le Malade imaginaire de Molière : Thomas Diafoirus
- 1979 : Le Misanthrope de Molière : Clitandre
- 1979 : Les Fourberies de Scapin de Molière : Carle
- 1979 : Ruy Blas de Victor Hugo : le comte d'Albe
- 1980 : Simul et Singulis (1680-1780) : La Comédie-Française racontée par ses comédiens
- 1980 : La Nuit des rois ou Ce que vous voudrez de Shakespeare : Valentin
- 1980 : La Princesse d'Élide de Molière : Aristomène
- 1980 : Simul et Singulis
- 1981 : La Princesse d'Élide de Molière : Aristomène
- 1981 : Le Malade imaginaire de Molière : Thomas Diafoirus
- 1981 : On ne saurait penser à tout d'Alfred de Musset : Germain

### En tant que metteur en scène
- 1977 : Doit-on le dire ? d'Eugène Labiche et Alfred Duru, mise en scène Jean-Laurent Cochet, Comédie-Française - en tant qu'assistant à la mise en scène
- 1979 : Tom Jones, opéra de François-André Danican Philidor, mise en scène avec Jacques Fabbri, Opéra-Comique
- 1980 : Cyrano de Bergerac, opéra de Paul Danblon, Opéra royal de Wallonie
- 1982 : La Fille de madame Angot, opéra-comique de Charles Lecocq, mise en scène avec  Jacques Fabbri, Grand Théâtre de Nancy et Opéra Comédie de Montpellier
- 1983 : La Dixième de Beethoven de Peter Ustinov, tournée en Belgique puis théâtre de la Madeleine
- 1983 : La Malibran de Jacques Josselin, Grand Théâtre de Toulon puis théâtre Fontaine
- 1984 : La Fille de madame Angot de Charles Lecocq, mis en scène avec Jean-Claude Brialy théâtre du Châtelet
- 1985 : Le Malade imaginaire de Molière, théâtre des Mathurins
- 1985 : Doit-on le dire ? d'Eugène Labiche et Alfred Duru, mise en scène Jean-Laurent Cochet, théâtre Hébertot - en tant que chorégraphe
- 1985-1986 : La Vie parisienne de Jacques Offenbach, Théâtre national de Belgique
- 1986 : Les Petits Oiseaux et Mon Isménie d'Eugène Labiche, Alfred Delacour et Marc-Michel, théâtre des Mathurins puis tournée
- 1988 : Si jamais je te pince !... d'Eugène Labiche et Marc-Michel, théâtre des Bouffes-Parisiens
- 1991 : Charlus de Jean-Louis Curtis d'après Marcel Proust, théâtre des Mathurins
- 1993 : Atout Cœur de Maurice Germain, théâtre de la Madeleine
- 1993-1994 : Les Lunatiques de Christian Giudicelli d'après Jules Verne, théâtre des Mathurins
- 1993-1995 : Rue de la Gaîté Offenbach, spectacle musical de Michel Frantz, Nouveau Théâtre Mouffetard, théâtre de la Madeleine, théâtre Antoine et tournée
- 1995 : La Comtesse Dracula, comédie musicale de Philippe Rondest et Michel Frantz, Nouveau Théâtre Mouffetard
- 2000 : Phèdre 2000 d'Yves Guéna, Nouveau Théâtre Mouffetard
- 2003 : Décalogue de sourd de Marie-Pierre Casey, théâtre Edgar
- 2004 : Laisse flotter les rubans de Jacqueline de Romilly, Sudden Théâtre
- 2006 : À la galerie de Patrice Scanu, théâtre Passage vers les étoiles
- 2009 : On ne naît pas femme, on le devient… d'après Simone de Beauvoir, Festival Off d'Avignon
- 2010 : Les Fables de La Fontaine - Ordre du roi !, avec Anne Morier, Sudden Théâtre
- 2013 : On descend tous des limaces ! de Marie-Pierre Casey, Théo Théâtre
- La Dame de chez Maxim de Georges Feydeau, Théâtre national de Belgique
- Le Mariage de Barillon de Georges Feydeau, tournée
- Nina d'André Roussin, tournée
- Oh les beaux jours : de Samuel Beckett, Théâtre national de Belgique
- Voltaire, semeur d’espoir de Bernard Dhéran, théâtre du Palais-Royal

### En tant que dramaturge
Avec Michel Frantz
- 1987 : La Comédie des musiciens, Comédie-Française
- 1995 : La Comtesse Dracula, Nouveau Théâtre Mouffetard
- 2005 :Offenbach au Paradis, tournée
- 2006 : Les Délirantes, Vingtième théâtre - prix SACD 2006

Avec Jean Kriegel
- 1990 : Viva Paradis, revue au Paradis latin

Avec Brigitte Bladou
- 2007 : Sacha Guitry : Pourquoi je trouve la vie amusante, Sudden Théâtre

Avec Anne Morier
- 2010 : Les Fables de La Fontaine - Ordre du roi !, Sudden Théâtre

## Filmographie

### Cinéma
- 1973 : Moi y'en a vouloir des sous de Jean Yanne
- 1978 : Le Dernier Amant romantique de Just Jaeckin
- 1982 : Tête à claques de Francis Perrin : Salvagnac
- 1986 : Le Débutant de Daniel Janneau et Francis Perrin
- 1988 : Bernadette de Jean Delannoy : l'abbé Pomian
- 1990 : La Passion de Bernadette de Jean Delannoy

### Télévision

#### Téléfilms
- 1967 : Au théâtre ce soir : Les J 3 de Roger Ferdinand, mise en scène Robert Manuel, réalisation Pierre Sabbagh, théâtre Marigny : Paturel
- 1968 : Au théâtre ce soir : J'ai 17 ans de Paul Vandenberghe, mise en scène Robert Manuel, réalisation Pierre Sabbagh, théâtre Marigny : le groom
- 1968 : Au théâtre ce soir : Les Hussards de P. A. Bréal, mise en scène Jacques Fabbri, réalisation Pierre Sabbagh, théâtre Marigny : un soldat
- 1968 : Au théâtre ce soir : Je veux voir Mioussov de Valentin Kataïev, mise en scène Jacques Fabbri, réalisation Pierre Sabbagh, théâtre Marigny : l'infirmier
- 1970 : Au théâtre ce soir : Un fil à la patte de Georges Feydeau, mise en scène de Jacques Charon, réalisation Pierre Sabbagh, théâtre Marigny : un invité de la noce
- 1972 : Électre  de Jean Giraudoux, réalisation Pierre Dux : le second serviteur
- 1975 : Hernani de Victor Hugo, réalisation Raymond Rouleau : Don Garcia Suarez
- 1976 : La Poudre aux yeux d'Eugène Labiche et Édouard Martin, réalisation Agnès Delarive : Frédéric Ratinois
- 1977 : Le Misanthrope de Molière, réalisation Jean-Paul Carrère : Clitandre
- 1977 : Lorenzaccio d'Alfred de Musset, réalisation Jean-Paul Carrère : Léon Strozzi
- 1978 : Histoire du chevalier Des Grieux et de Manon Lescaut de Jean Delannoy : Des Grieux fils
- 1981 : Les Plaisirs de l'île enchantée de Molière, réalisation Dirk Sanders : Aristomène
- 1981 : Antoine et Julie de Gabriel Axel
- 1982 : Les Secrets de la princesse de Cadignan de Jacques Deray : le marquis d'Esgrignon
- 1984 : Au théâtre ce soir : Dom Juan de Molière, mise en scène Robert Manuel, réalisation Pierre Sabbagh, théâtre Marigny : Monsieur Dimanche

#### Séries télévisées
- 1977 : Fachoda de Roger Kahane : un journaliste (1 épisode)